# Elkhart (Kansas)
Pour les articles homonymes, voir Elkhart.
La ville d'Elkhart est le siège du comté de Morton, situé dans le Kansas, aux États-Unis.
Glenn Cunningham (1909-1988), vice-champion olympique du 1 500 m à Berlin en 1936, y est né.